# سکوبا کامارا (بازیکن فوتبال، زاده ۱۹۹۷)
سکوبا کامارا (انگلیسی: Sékouba Camara؛ زادهٔ ۲۲ ژانویهٔ ۱۹۹۷) بازیکن فوتبال اهل گینه است.
از باشگاه‌هایی که در آن بازی کرده است می‌توان به باشگاه فوتبال آداما سیتی اشاره کرد.
وی همچنین در تیم‌های ملی فوتبال زیر ۲۰ سال گینه و گینه بازی کرده است.